# Зоран Чалија
Зоран Чалија (Скопље, 14. јун 1963) српски је сликар.
Факултет ликовних уметности завршио је 1988. године у Београду где и данас живи и ствара. Од 1989. године, члан је удружења ликовних уметника Србије. Сценографијом се бави од 1983. године. Оснивач дечијег позоришта у дому за незбринуту децу "Јован Јовановић Змај" од 1989–2003. године редитељ вишепозоришних представа и осниваћ позоришног театра "119". Покретач низа хуманитарних акција по домовима за незбринуту децу, за децом избеглицама из хрватске и босне и херцеговине, децом ометеном у развоју, са децом у енклавама на Косову и Метохији. Оснивач хуманитарне аукције "Звона метохије". Активно излаже од 1993. године до данас у Србији и иностранству.

## Биографија
Од 1967. године живи у Београду где је завршио основну и средњу школу. Одмалена је показао склоности ка сликарсву и уметности. У основној и средњој школи освајао је низ награда на школским, градским и савезним такмичењима. Завршио је средњу уметничку школу за дизајн, а затим уписао Факултет ликовних уметности у Београду у класи професора Славољуба Чворовића, а касније код професорке Мирјане Михач. Први пут самостално излагао на "Салону актуелности" у Уметничком павиљону Цвијете Зузорић 1993. године.
До сада имао преко 20 самосталих изложби и више од 100 групних изложба као и сликарских колонија. Упоредо са лиоквном каријером остварио је више десетина професионалних сценографија и 23 режије. Од 1989. године, члан је Удружења ликовних уметника Србије, а од 2013. године, члан удружења ликовних уметника Македоније. У статусу слободног уметника је од 1994. године. Од 1989. до 2003. године волонтира у Дому за незбринуту децу "Јован Јовановић Змај", где је основао позориште "Чарлина", сликарски атеље, галерију, зоолошки врт. Од 1991. године ради са децом избеглицама из хрватске, Босне и Херцеговине, Косова и Метохије. Основао је дечије позориште у Панчеву, с чијом представом је почетком 2001. године направљен први мост са муслиманским делом Сарајева. Покретач је "Ратног Атељеа" УЛУС-а у време бомбардовања и инцијатор "апела" УЛУС-а светског јавности за заустављање рушилачких демонстрација на Косову и Метохији марта 2004. године. Један је од оснивача аукционе изложбе "Звона Метохије" за обнову порушених манастира на Косову и Метохији.

## Уметност
Његово досадашње стваралаштво може се сагледаti кроз неколико остварених циклуса. Међу нјима се издвајају "Зграде", "Еволуција-корак у празно", "Атмосфере", "Анђели над Београдом", "Птице", "О чему сањаш изјутра?", "Надомак ока", "Византија", као и "Служити љубављу". Такође се остварио и у скулптури, илустрацији и муралу. Покренуо је "Ратни Атеље" УЛУС-а током бомбардовања 1999, а светској јавности је представио својеврсни "Апел" поводом прогона српског народа са Косова и Метохије 17. марта. 2004. године, на који је позвао преко 200 гостујућих уметника на осликавање српске "Гернике".
Послењу деценију уљано сликарство комбинује са разноразним материјалима. За текстуру и подсликавање користи кварцни песак и пигмент аранђеловачке вулканске црвене земље. Настоји да уклопи позлате, шлаг метал, оксид металне пиљевине, акрил, пигмент, мермерни песак с циљем да довршена слика буде слојевита, да доминира текстура, док лазурни слојеви стварају доживљај дубине и прозрачности.
У последњим радовима преовладавају религиозни мотиви средњовековних фресака, често укомпоновани у хоризонталне формате. У његовим сликама преовладава византијска плава, окер и златна. Мотиви су визуелно артикулисани, али само у оној мери која посматрача потстиче и уводи у тематски контекст приче, јер је фокус дела стављен на ликовност.

## Архива
Његова дела се налазе у више музеја, приватних колекција, као и установа.
- Премијер Републике Француске госп.Рафарен
- Градоначелник и председник области Шарант Либр,Француска
- Директор болничког центра Ангулем,Француска
- Директор и главни одговорни уредник листа Шарант Либр
- Управник економског сектора болничког центра Ангулем,Француска
- Манастир Милешева
- Епископ милешевски Филарет(два уља на платну)
- Митрополит Никодим,Халкидики,Грчка
- Митрополит Амвросије,Егион,Пелопонез,Грчка
- Прота Милан Јанковић, дугогодишњи секретар Светог синода СПЦ
- Српска православна општина у Трсту,Италија(пет уља на платну)
- Отац Рашко Радовић, свештеник у Трсту,Италија
- Гдин Богољуб Стојићевић, председни српске православне црквене општине у Трсту.Италија
- Ургентни центар КЦС,Београд
- Проф. Др.Предраg Пешко, академик, дrиректор Прве  хируршке клинике КЦС,Београд
- Проф. Др. Војко Ђукић, академик, директор ОРЛ клинике  КЦС
- Проф. Др. Владимир Ђукић, хирург, државни секретар министарства здравља Републике Србије
- Прим. Др. Драгутин Тричковић, уролог, директор Института за мајку и Дете,Нови Београд (три уља на платну)
- Др. Душан Јовановић, хирург, заменик директора Ургентног центра КЦС (четири уља на платну и мурал на зиду вел.око8са2,5м)
- Проф. Др. Драгутин Кецмановић, хирург,Начелник  четвртог одељења Прве хир.клинике КЦС
- Доц. Др. Предраг Саблјак, хирург,Начелник шестог одељења Прве хир.клиникеКЦС
- Прим.Др.Милан Тодоровић, хирург, директор клинике за пластичну и реконструктивну хирургију КЦС
- Асс.Др.Ана Ђукић,Институт за микробилогију Медицинског факултета у Београду
- Др.Јован Секулић, ортопед,Ортопедска клиника Бањица
- Др.Владимир Паровић, гинеколог из Панчева
- Др.Љубиша Јовановић, хемичар,Берлин,Немачка
- Црквена општина Велика Хоча- Ораховац
- Ортопедска клиника Рудо, Београд
- Музеј Југославије
- Културни центар Свети Сава у Суботици
- Професор др Горан Милашиновић и  директор пејсмејкер центра у Клиничком центру Србије. Председник комисије Владе Србије за сарадњу са Унеском
- Shosh Avital, Тел Авив, Израел...

## Изложбе

### Самосталне изложбе
- Павиљон Цвијета Зузорић, – слике, цртежи, инсталације( Београд, 1993)
- Веселин Маслеша – слике( Београд, 1995)
- Шумице – слике( Београд, 1996)
- Ђуро Салај – слике( Београд, 1997)
- Културни центар – слике, скулптуре,“Под тешим небом“( Рума, 2003)
- Галерија 23. – слике.( Скопље, 2003)
- Галерија СУЛУЈ – слике, скулптуре,“О чему сањаш изјутра"( Београд, 2008)
- Галерија “La cite’inernationale des arts” – слике( Париз, 2008)
- Галерија “Art’est” – слике( Париз, 2009)
- Галерија “Fine Art Gallery Paintings” – слике( Лондон, 2010)
- Галерија “Blow up” – слике( Београд, 2011)
- Галерија УЛУС – слике,“Чекајући јутарње бродове“( Београд, 2011)
- Галерија општине Врачар-слике.“ На домак ока“ ( Београд, 2013)
- Галерија „Терра“ ,Сове“( Кикинда, 2013)
- Кафе галерија „Сонет“, слике(Земун, 2015)
- Културни центар Нови Сад- слике  ,“Уз треперење живе светлости“( Нови Сад, 2015)
- Галерија НЛБ, Банке, у оквиру манифестације „Скопско културно лето“ , „Византија“( Скопље, 2016)
- Културни центар, слике( Стара Пазова, 2016)
- Галерија "Прогрес", слике „Служити љубави"( Београд, 2017)
- Музеј Херцеговине, слике "Служити љубави"( Требиње, 2017)
- Галерија Невесиње, , слике "Служити љубави“(Невесиње, 2017)
- Културни центар, слике "Служити љубави“(Стара Пазова, 2017)
- Културни центар Свети Сава, слике "Служити љубави“(Суботица, 2018)

### Важније групне изложбе
- 1987. Павиљон Цвијета Зузорић, Београд, цртежи и мала пластика
- 1990. Галерија УЛУС, Београд, нови чланови
- 1990. Павиљон Цвијета Зузорић, Београд, Јесењи салон
- 1991. Павиљон Цвијета Зузорић, Београд, Пролећна изложба
- 1997. Београд, ”Веселин Маслеша”
- 1999. Павиљон Цвијета Зузорић, Београд, Ратни атеље
- 2000. Музеј историје Југославије, Београд
- 2000. Музеј 25. мај, Београд
- 2001. Галерија Стари Зеланд, Крагујевац
- 2001. Кућа Ђуре Јакшића, Београд
- 2001. Галерија 23, Београд
- 2001. Павиљон Цвијета Зузорић, Београд, Јесењи салон
- 2002. Галерија 23, Београд
- 2002. Кућа Ђуре Јакшића, Београд
- 2003. Велика Хоча, Косово и Метохија
- 2004. Галерија УЛУС, Београд
- 2004. Павиљон Цвијета Зузорић, Београд, “Апел”
- 2005. Павиљон Цвијета Зузорић, Београд, цртежи и мала пластика
- 2005. Шабац, Колонија Цер
- 2006. Павиљон Цвијета Зузорић, Београд, Јесењи салон
- 2006. СКЦ, Београд, Мајска изложба
- 2006. Галерија центра за културу и уметност, Алексинац
- 2007. СКЦ, Београд, Мајска изложба
- 2007. Бијалнале цртежа, Панчево
- 2007. Павиљон Цвијета Зузорић, Београд, Јесењи салон
- 2007. Галерија ”Арт блок”- НБГД , продајна изложба,Београд
- 2007. Изложба ликовне колоније “Делиблатски песак”, Панчево
- 2008. Павиљон Цвијета Зузорић, Београд, Јесењи салон
- 2008. Ликовна колонија Рафаиловићи, Црна Гора
- 2010. Павиљон Цвијета Зузорић, Београд, Пролећни салон
- 2010. Павиљон Цвијета Зузорић, Београд, Јесењи салон
- 2010. Новобеоградско лето, ”Пејзаж”- Културни центар, Београд
- 2010. Међународна манифестација посвећена Милеви Марић Ајнштајн и Алберту Ајнштајну,Галерија ”Мост”, Нови Сад
- 2009-Contemporary Canvas  Art and Watercolor,Cambridge Gallery
- 2010.-Conteporary Serbian Art Exhibition,Serbian Embassy,London
- 2010.-Russian,Eastern&Oriental Fine Art Fair,London
- 2011. Хуманитарна изложба “Звона Метохије” Трст, Италија
- 2011. Павиљон Цвијета Зузорић, Београд, Пролећни салон
- 2011. Павиљон Цвијета Зузорић, Београд, „Јесења изложба“
- 2011. Вук Караџић, Звездарски кругови, Београд
- 2012. Крајишки ликовни салон, Београд, Книн, Крагујевац, Панчево
- 2012. Међународна изложба, Народни музеј, Бања лука.
- 2012. Павиљон Цвијета Зузорић, Изложба сликара Србије, Београд
- 2012.- “Новобеоградски пролећни салон”, парк блока 23,  Београд
- 2012.- ”Отворени октобарски салон”, парк блока 23,Београд
- 2013.-Галерија скц Нови Београд,Мајска изложба
- 2013.-Међународна изложба, Скопље
- 2013.-Изложба ликовне колоније „ Аранђеловац“
- 2013.-Групна, међународна изложба ,Скопље
- 2014.-Павиљон Цвијета Зузорић, Београд, Пролећни салон
- 2014.- Павиљон Цвијета Зузорић, Београд,“Уметност за уметност“, Донаторска изложба за спасавање павиљона ЦвијетеЗузорић,
- 2015.-ДЛУМС музеј града Београда ,Конак књегиње Љубице,Београд.
- 2015- Нишки културни центар
- 2016- ДЛУМС, Дом културе Чачак
- 2016 - ДЛУМ, "16-ти Зимски салон",Скопље
- 2017- „ Ликовни сусрети“,  Кућа Краља Петра, Београд
- 2017- ДЛУМ, Мали формат, Скопље
- 2017- ДЛУМ, Годишња изложба, Скопље